# Mine Run-kampagnen
 Der er for få eller ingen kildehenvisninger i denne artikel, hvilket er et problem. Du kan hjælpe ved at angive troværdige kilder til de påstande, som fremføres i artiklen.

Mine Run-kampagnen var et slag som blev udkæmpet mellem den 27. november og den 2. december 1863 i Orange County, Virginia under den amerikanske borgerkrig.
Det var et mislykket forsøg fra Unionens Army of the Potomac på at besejre konføderationens Army of Northern Virginia. Det var kendetegnet ved tyvstarter og lave tabstal og afsluttede året 1863 i det østlige operationsområde.

## Baggrund
Efter Slaget ved Gettysburg i Juli trak general Robert E. Lee og hans konfødererede hær sig tilbage over Potomacfloden til Virginia. Unionshærens øverstkommanderende generalmajor George G. Meade fik megen kritik for ikke at have forfulgt og besejret Lee's hær. Meade planlagde nye offensiver i Virginia samme efterår for at rette op på dette. Hans første forsøg var en række uafgjorde dueller og manøvrer i oktober og november kendt som Bristoe kampagnen.
I slutningen af november forsøgte Meade at snige en march gennem the Wilderness i Spotsylvania og ramme højre flanke af den konfødererede hær syd for Rapidanfloden, Meade havde fået efterretningsrapporter om at Lees hær, som var halvt så stor som Meades Army of the Potomac, var delt i to, som var adskilt af Clark's Mountain, med de to flanker forankret ved Mine Run og Liberty Mills, over 50 km fra hinanden. Hans plan var at krydse Rapidan på steder udenfor generalmajor J.E.B. Stuart's kavaleri skærm, overrumple højre flanke, som var Generalløjtnant Richard S. Ewell's Andet Korps og derefter følge op med resten af generalløjtnant A.P. Hill's Tredje Korps.
I módsætning til generalmajor Joseph Hooker's plan for slaget ved Chancellorsville tidligere det år i principielt den samme område planlagde Meade ikke nogle afledninger, han ville gennemføre et lynhurtigt angreb med hele sin hær. Hæren afmarcherede den 25. november og fik en god start, hjulpet af tåge på Clark's Mountain, som skjulte hans bevægelser fra de konfødererede udkigsposter. Imidlertid blev generalmajor William H. French's III Korps bremset ved overskridelse af floden ved Jacob's Ford, og afstedkom trafikpropper da de flyttede deres artilleri til Germanna Ford, hvor andre enheder forsøgte at krydse floden.

## Slaget
Meade havde tabt fart, og han var rasende på French, og det gav Lee tid til at reagere. Han beordrede generalmajor Jubal A. Early, som midlertidigt havde kommandoen over Ewell's Andet Korps til at marchere østpå ad Orange Turnpike for at møde French's fremrykning nær Payne's Farm. Brigadegeneral Joseph B. Carr's division fra French's korps angreb to gange. Generalmajor Edward Johnson's division gengældte angrebet, men blev spredt af kraftig ild og uvejsomt terræn.
Efter mørkets frembrug trak Lee sig tilbage til forberedte befæstninger langs Mine Run. Den næste dag rykkede Unionshæren ind mod den konføderede stilling. Meade planlagde et kraftigt artilleribombardement efterfulgt af et angreb af generalmajor Gouverneur K. Warren's korps mod syd efterfugt at generalmajor John Sedgwick's korps en time senere mod nord. Lee planlagde med et angreb den 2. december som ville have udnyttet den hængende venstre flanke i Unionens linje, som generalmajor Wade Hampton's kavaleri havde opdaget den forudgående dag. Selv om unionens bombardement begyndte til tiden blev det store angreb ikke til noget. Meade havde konkluderet at den konfødererede linje var for stærk til at man kunne angribe den (selv om Warren får æren for at få angrebet aflyst), og trak sig tilbage i løbet af natten mellem den 1. og 2. december og afsluttede dermed efterårskampagnen. Lee ærgrede sig over at opdage at der ikke var nogen tilbage at angribe.

## Efterspil
Army of the Potomac gik i vinterkvarter ved Brandy Station, Virginia. Mine Run havde været Meade's sidste mulighed for at planlægge en strategisk offensiv inden Ulysses S. Grant ankom som øverstkommanderende det følgende forår. Lee var også ked af det uafgjorte resultat. Han blev citeret for at sige: "Jeg er for gammel til at lede denne hær. Vi skulle aldrig have tilladt dem at slippe væk". Konføderationens håb om at gentage deres Chancellorville triumf var blevet slukket.